# Mandarine Khasi
Citrus reticulata, cv ‘Khasi’
Espèce
Classification phylogénétique
La Mandarine Khasi est un groupe de cultivars de mandarines cultivées sur les reliefs de la frontière entre l'Inde et le Bangladesh, l'Etat du Meghalaya étant le plus important producteur. Ce petit agrume est remarquablement adapté à l'altitude.

## Dénomination
Citrus reticulata L. Blanco cv. 'Khasi Mandarin' a été érigée en espèce Citrus khasya par Markovich, Trudy Prikl. Bot. 1929-30,. XXIV. n°4, 434, 439 (1930) comme provenant du Sikkim et de l'Assam, il peut s'agir d'un simple cultivar de Khasi. Vassili Markovich décrit ce fruit comme une mandarine commerciale (a commercial mandarin of India) en le nommant C. khasyas sp. nova (espèce nouvelle) et en donnant son nom commun usuel soh niamtra ou suntara. Il méconnait donc la Khasi mandarin ou Usoh niam-tra décrite dès 1869 par Emanuel Bonavia (1826-1908) comme nom générique des mandarines de culture khasi dans le nord-est de l'Inde.
Khasi Mandarin ne doit pas être confondue avec Kashi papeda (Citrus latipes) agrume sauvage du plateau de Shillong, des montagnes de Khasi au Meghalaya, de l'Assam, du Nagaland et des montagnes de Birmanie.
En langue khasi on dit soh-niamtra ou soh sohniamtra = orange (d'où le nom de Soh Niamtra mandarin dans la collection Givaudan at UCR).

## Description
La mandarine Khasi est une des principales mandarines cultivées à grande échelle au nord-est de l' Inde avec la mandarine du Sikkim, la mandarine de Darjeeling, King Theppi et Nagpur Santra ces dernières plus adaptées à la basse altitude en climat subtropical. Une variation significative de la morphologie de l'arbre, et des caractéristiques des fruits s'observe en fonction de l'altitude, les meilleures teneur en solides solubles totaux, en sucre et en acide ascorbique s'observent aux altitudes élevées. L'analyse de la diversité génétique montre un polymorphisme élevé (2024). La Komala du Manipur pourrait un cultivar de Khasi. La reproduction traditionnelle par semis explique cette diversité, les graines sont hautement polyembryonées.
La fruit des khasi est fragiles avec une courte conservation. Il est facile à peler et l'étude Kashyap et al. donne un poids 145 g, diamètre de 7 cm. Le fruit a beaucoup de graines (moyenne 18 graines par fruit).

### Culture
En altitude, ce mandarinier supporte des froids sévères. Le porte-greffe usuel est Citron jambhiri. Le rendement moyen est faible. En 2020, la surface cultivée est estimée à 105 500 ha pour une production 600 000 t  dont 4 252 ha et 23 585 t au Meghalaya et à des altitudes de 50 à 5 000 m. La récolte se fait 230 jours après l'anthèse soit de novembre à janvier (de vert mûr, tournant à mûr complet). En 2014, le gouvernement du Meghalaya a obtenu la labélisation identification géographique (IG) en 2014. Des travaux de sélection variétale sont préconisés en 2023. Le principal problème rencontré par les producteurs est celui des maladies post-récolte en milieu humide chaud: moisissure verte et bleue (Penicilium digitatum, P. italicum), pourriture apicale (Lasiodiplodia theobromae), pourriture acide (Geotrichumcandidum var. citri-aurantii).

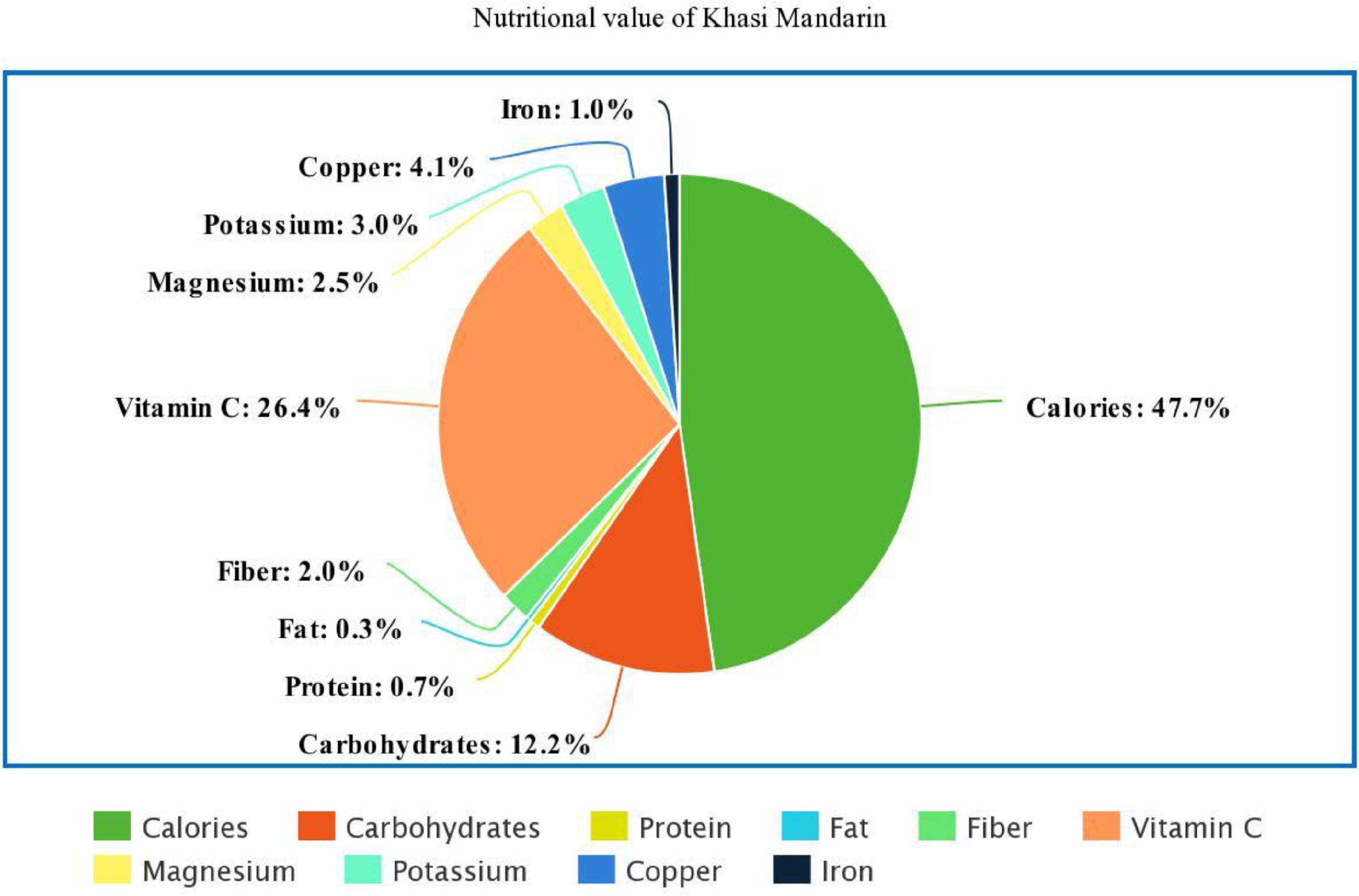
Profil nutritionnel de la mandarine Khasi: riche en sucre.

### Allégations nutritionnelles
Slow Food a inscrit le mode de culture en terrain à fort relief dans son programme Sentinelle, une croyance locale est rapportée comme fruit qui éloigne la colère, utilisation rituelle comme fruit propitiatoire. Des effets thérapeutiques sont mentionnés en phytothérapie ethno médicale, le limonéne, les aglycones et les glycosides qui sont des composés bioactifs sont abondants dans le fruit.

### Huile essentielle
Le rendement de l'huile essentielle est élevé dans l'écorce du fruits au stade tournant (8,1 %) avec une teneur en aldéhyde élevée (2,9 %) et en constituants oxygénés organoleptiquement importants (1,2 %), les monoterpènes oxygénés diminuent avec la maturité des fruits.